# Escala de armónicos

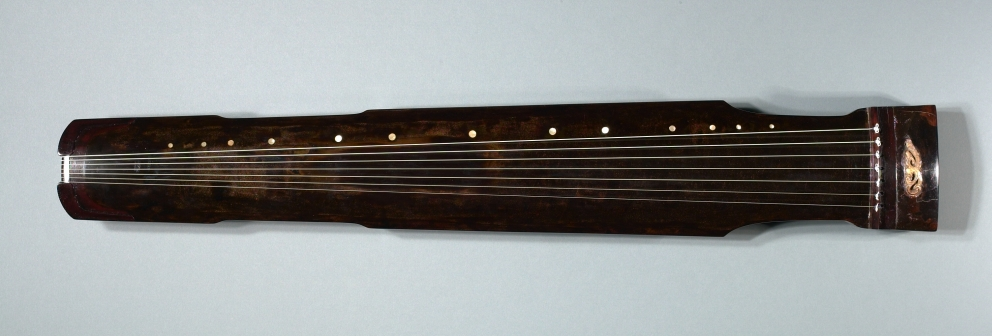
El Guqin

Escala de armónicos en el Moodswinger

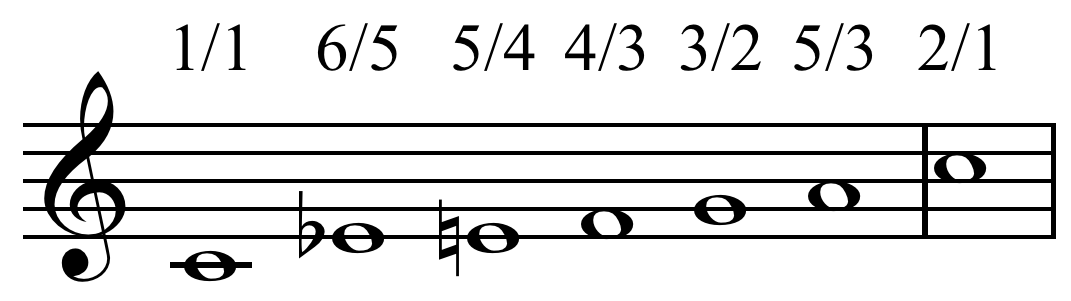
Escala de armónicos en C.

La escala de armónicos es una escala musical basada en las posiciones nodas de los armónicos naturales que existen en una cuerda. Esta escala musical está presente en el guqin, considerado como uno de los primeros instrumentos de cuerda con una escala musical. La mayoría de las posiciones de los trastes que aparecen en los instrumentos de cuerda no occidentales (laúdes) son iguales a las posiciones de esta escala. Inesperadamente, estas posiciones de los trastes son en realidad los matices correspondientes de los armónicos de la serie armónica. La distancia desde la cejuela al traste es un número entero menor que la distancia desde el traste al puente (número superparticular).

## Origen
En el guqin, el extremo izquierdo de la escala de puntos es una imagen especular del extremo derecho. El instrumento se toca con tonos flagelos (armónicos) además de presionar las cuerdas sobre la madera. Las chirimías aparecen en las posiciones armónicas de la serie armónica, por lo que estas posiciones están marcadas como la escala musical de este instrumento.
Las posiciones de la chirimía también representan la relación armónica consonante de la parte de la cuerda presionada con la cuerda abierta, similar a los cálculos que hizo Pitágoras en su monocordio. El guqin tiene una anomalía en su escala. La escala guqin representa los primeros seis armónicos y el octavo armónico. El séptimo armónico queda fuera. Sin embargo, este tono sigue estando relacionado con la consonante al aire (de lo contrario no sería un armónico) y tiene una relación consonante menor con todas las demás posiciones armónicas. Esta es la razón principal por la que todas las proporciones de la familia de séptimos (7:1, 7:2, 7:3, 7:4, 7:5 y 7:6) tampoco suelen estar presentes en otras escalas musicales como por ejemplo solo entonó la escala mayor y menor o la escala mayor en la afinación pitagórica.

## Relacionado

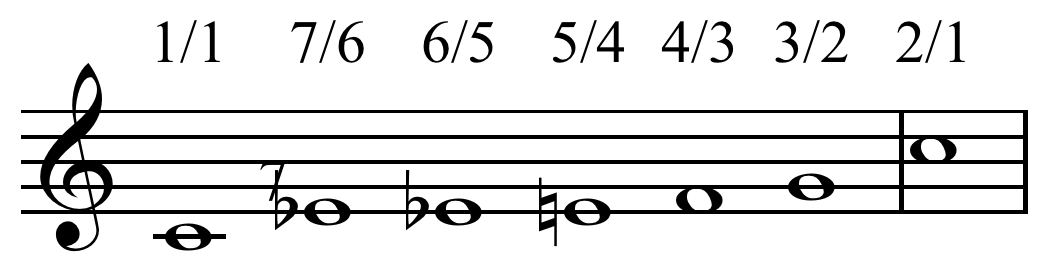
Escala vietnamita de armónicos en c.

Un monocordio vietnamita, llamado đàn bầu, también funciona con la escala de armónicos. En este instrumento, solo la mitad derecha (desde la vista del músico) de la escala está presente hasta el límite de los primeros siete armónicos (ver 7-límite). Los puntos son de las longitudes de cadena 1⁄2, 1⁄3, 1⁄4, 1⁄5, 1⁄6, 1⁄7 de toda la longitud de la cadena. La razón de esta media escala es porque la mitad izquierda crea los mismos tonos que la mitad derecha cuando se toca como un tono flageolet y, por lo tanto, los puntos adicionales en la mitad izquierda son inútiles para la forma en que se toca este instrumento.
La escala de armónicos fue, junto con el libro de Helmholtz, una inspiración para que Harry Partch cambiara a entonación justa y sistemas de afinación alternativos para crear música más consonante de lo posible con el temperamento igual. La otonalidad de selección de tono de Partch de su concepto de otonalidad y otonalidad son los tonos complementarios de los armónicos. Por ejemplo: la relación de frecuencias de 5:4 es igual a  de la longitud de cadena y  es el complemento de  la posición de la quinta armónica (y el cuarto armónico).
El compositor noruego Eivind Groven también escribió una tesis sobre la escala de armónicos, afirmando que esta es la escala utilizable más antigua, frecuente en la música folclórica noruega y aparentemente también en otras tradiciones musicales populares. Groven utilizó el seljefløyte como base para su investigación. La flauta usa solo la escala armónica superior.
La escala también está presente en el Moodswinger. Aunque esto funciona de manera bastante diferente a un Guqin, curiosamente la escala ocurre en este instrumento mientras no se toca en una afinación de entonación justa sino en un temperamento igual regular.

## Otras lecturas
- Partch, Harry (1979). Génesis de una música: un relato de una obra creativa, sus raíces y sus logros (segunda edición).ISBN 0-306-80106-X.